# Papirus 41
Papirus 41 (według numeracji Gregory-Aland), oznaczany symbolem {\displaystyle {\mathfrak {P}}^{41}} – grecko-koptyjski rękopis Nowego Testamentu, spisany w formie kodeksu na papirusie. Paleograficznie datowany jest na VIII wiek. Zawiera fragmenty Dziejów Apostolskich.

## Opis
Zachowały się jedynie fragmenty kodeksu z tekstem Dziejów Apostolskich.
Tekst grecki zawiera: Dz 17:28-18:2.17-18.22-25.27; 19:1-4.6-8.13-16.18-19; 20:9-13.15-16.22-24.26-38; 21:3.4.26-27; 22:11-14.16-17.
Tekst koptyjski zawiera: Dz 17:30-18:2.25.27-28; 19:2-8.15.17-19; 20:11-16.24-28; 20:36-21:3; 22:12-14.16-17.

## Tekst
Tekst grecki rękopisu reprezentuje tekst zachodni, Kurt Aland zaklasyfikował go do kategorii III.
W Dz 21,1 przekazuje wariant Παταρα και Μυρα zamiast Παταρα, wariant wspierany jest przez Dgr, gig, (itph Hyram) vgmss copsa;

## Historia
Fragmenty rękopisu odkryto w Fajum. Tekst rękopisu opublikowany został przez Friedricha Bilabel w 1924 roku, następnie przez Schofielda. Ernst von Dobschütz umieścił go na liście rękopisów Nowego Testamentu, w grupie papirusów, dając mu numer 41.
Rękopis datowany jest przez INTF na wiek VIII.
Obecnie przechowywany jest w Austriackiej Bibliotece Narodowej (Pap. G. 17973, 26133, 35831, 39783) w Wiedniu.